# Steinbacher Mühle

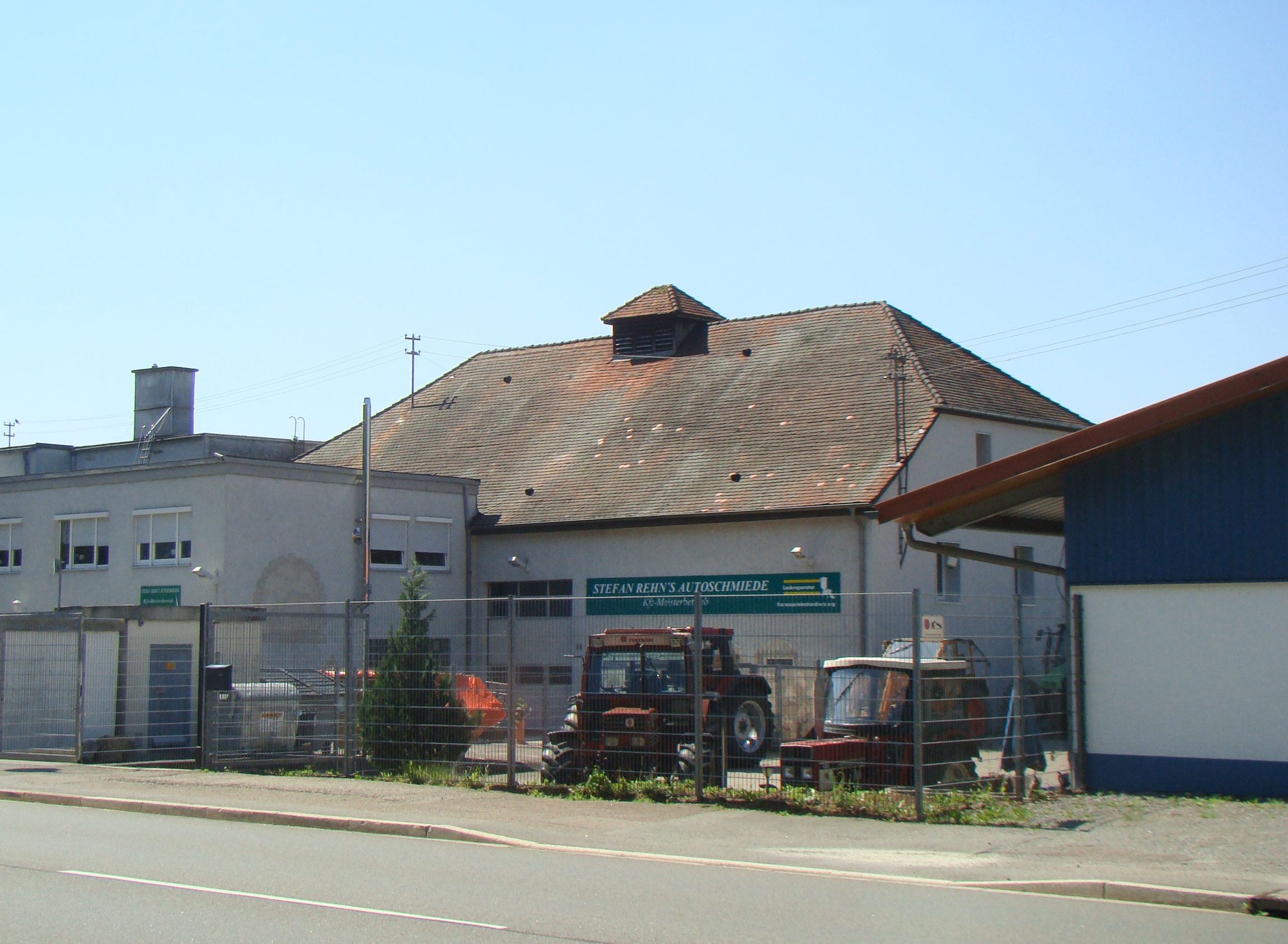
Die Steinbacher Mühle in Neckarzimmern

Die Steinbacher Mühle ist ein am Neckar gelegenes historisches Mühlenanwesen im zu Neckarzimmern zählenden Weiler Steinbach im Neckar-Odenwald-Kreis im nördlichen Baden-Württemberg. In der anfangs nur als Getreidemühle genutzten Anlage wurde ab 1841 auch Gips gemahlen. Ab 1914 nutzte man das Mühlengebäude zur Stromproduktion für den Gipsstollen in Neckarzimmern, später kurzzeitig für ganz Neckarzimmern und Haßmersheim. Ab spätestens 1929 wurde die Mühle nur noch zu Lager- oder Werkstattzwecken genutzt, durch bauliche Veränderungen ist das alte Mühlengebäude inzwischen in einem größeren Hallenkomplex aufgegangen.

## Geschichte

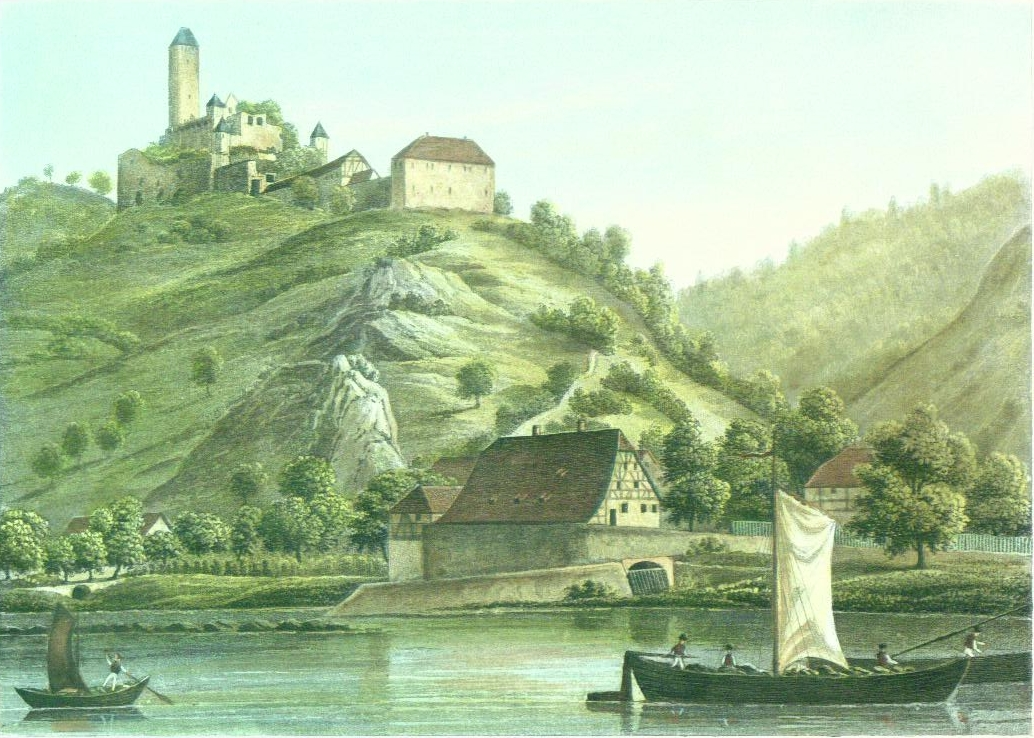
Die Steinbacher Mühle unterhalb der Burg Hornberg 1840

Ein Müller in Steinbach wurde erstmals 1555, die Mühle selbst erstmals 1564 urkundlich erwähnt. 1602 war sie im Besitz der Herren von Berlichingen, die damals die oberhalb von Steinbach gelegene Burg Hornberg besaßen und damit die Grundherrschaft über Neckarzimmern und Steinbach ausübten. Nach 1630 war die Mühle im Besitz verschiedener Müller und auch der inzwischen als Grundherren aufgezogenen Herren von Gemmingen. Erpho von Gemmingen veräußerte die Mühle 1683 an Georg Philipp Heuss, der sie zwar schon 1689 weiterverkaufte, 1702 jedoch wieder als Müller genannt wird. 1784 fiel die Mühle vermutlich wie alle anderen Neckarmühlen einem extremen Hochwasser zum Opfer. Über die Wiederaufbaudauer ist nichts bekannt, bis 1829 ein Müllermeister Maysack als Besitzer genannt wird. 1841 fand man Gipsvorkommen in der Nähe der Mühle, woraufhin man in der Mühle auch Gips zu mahlen begann. Nach mehreren Besitzerwechseln trat 1889 ein Mannheimer Spekulant als Besitzer auf. 1890/91 erwarben wieder die Freiherren von Gemmingen das Anwesen und modernisierten es. Die Mühle wurde als Wassertriebwerk, Gipsmühle mit Gipsbrennerei, Getreidemühle und Sägemühle genutzt. Ab 1895 wurden auch Gipsdielen gefertigt, die Belegschaft betrug etwa 20 bis 30 Personen. Die Gipsverarbeitung in der Mühle war eng mit dem Gipsstollen in Neckarzimmern verbunden.
1914 erwarb die BASF die Mühle und den Gipsstollen. Da man künftig den abgebauten Gips im Stickstoffwerk in Oppau verarbeitete, endete damit der Mühlenbetrieb. Die Mühle wurde stattdessen zur Elektrizitätsgewinnung für den Gipsstollen und eine Gipszerkleinerungsanlage am Neckarzimmerner Bahnhof verwendet. Bei der Mühle hatte sich im 19. Jahrhundert nur das Gasthaus Zur Steinbacher Mühle befunden. Unter der Regie der BASF entstanden zahlreiche weitere Gebäude, teils als Werkstätten, teils als Wohnhäuser für die Belegschaft. Nachdem auf der gegenüberliegenden Neckarseite in Haßmersheim während des Ersten Weltkriegs noch das Reichsschwefelwerk errichtet worden war, versorgte die Mühle ab 1918 Neckarzimmern und Haßmersheim mit Strom. Nach dem Aufbau einer flächendeckenden Stromversorgung endete der Turbinenbetrieb in der Mühle. Spätestens 1929 waren alle Maschinen aus dem Gebäude entfernt. Die Mühle wurde als Getreidespeicher genutzt, ab 1942 waren Fremdarbeiter und Kriegsgefangene in dem Gebäude einquartiert.
Während das Reichsschwefelwerk nach dem Ersten Weltkrieg demontiert wurde und der Gipsstollen in Neckarzimmern im Zweiten Weltkrieg militärische, den Krieg überdauernde Bedeutung erlangte, waren die Gebäude in Steinbach, die nach 1945 immer noch im Besitz der BASF waren, an verschiedene Unternehmen vermietet. Insbesondere aufgrund der Nutzung durch die Fettgerberei Ratay kamen die Baulichkeiten in Verfall. In den späten 1950er Jahren veräußerte die BASF die Gebäude schließlich an Curt Baumann, der dort ebenfalls eine Gerberei betrieb, wogegen sich wegen der schlechten Erfahrungen mit der vorherigen Gerberei anfangs Widerstand in der Bevölkerung regte. Mitte der 1960er Jahre verlegte Baumann die Gerberei an den Herkunftsort der zu gerbenden Felle nach Montevideo. Die Hallen in Steinbach kamen danach an Carl Fach aus Thayngen, der dort kosmetische Produkte herstellen wollte. Ein Brand sowie der Ausbau der B 27 führten zum Abriss bzw. zur Veränderung einiger Bauten. Zeitweilig wurde der Gebäudekomplex dann von der Sunkist als Abfüllanlage genutzt, heute haben Werkstätten und ein Möbelhandel die Gebäude bezogen. Das ursprüngliche Mühlengebäude ist heute in einem größeren Hallenkomplex aufgegangen, der Giebel des Gebäudes und seine Dachform künden jedoch noch von seinem hohen Alter.